# Гліптини

Інгібітори дипептидилпептидази-4 і GLP1

Гліптини або інгібітори дипептидилпептидази-4 — це клас пероральних цукрознижуючий лікарських засобів, які інгібують фермент дипептидилпептидазу-4. Вони застосовуються для лікування цукрового діабету ІІ типу. Перший препарат цього класу — ситагліптин — був схвалений FDA у 2006 році. Глюкагон підвищує рівень глюкози в крові, а інгібітори гліптини знижують рівень глюкагону та глюкози в крові. Механізм дії гліптинів полягає у збільшенні рівня інкретинів (GLP1 та GIP), які пригнічують вивільнення глюкагону, що, у свою чергу, збільшує секрецію інсуліну, зменшує спорожнення шлунка, та знижує рівень глюкози в крові.
Метааналіз 2018 року не виявив впливу гліптинів на збільшення смертності від усіх причин, на збільшення смертності від серцево-судинних захворювань, частоту інфаркту міокарда чи інсульту у хворих із діабетом ІІ типу.

## Склад групи
До класу гліптинів відносяться наступні препарати:
- Ситагліптин[6] (схвалений FDA у 2006 році, продається компанією «Merck & Co.» як «Янувія»)
- Вілдагліптин[7] (схвалений у ЄС у 2007 році, продається в ЄС компанією «Novartis» як «Гальвус»)
- Саксагліптин (схвалений FDA у 2009 році, продається як «Онгліза»)
- Лінагліптин (схвалений FDA у 2011 році, продається як «Тражента» компаніями «Eli Lilly and Company» та «Boehringer Ingelheim»)[8]
- Гемігліптин (схвалений у Південній Кореї в 2012 році[9], продається «LG Life Sciences» як «Земігло»)
- Анагліптин (схвалений у Японії як «Суїні» у 2012 році, продається «Sanwa Kagaku Kenkyusho Co., Ltd.» та «Kowa Company, Ltd.»)[10]
- Тенелігліптин (схвалений в Японії як «Тенелія» в 2012 році)[11]
- Алогліптин (у 2013 році схвалено FDA як «Несіна»/«Віпідія», продається фармацевтичною компанією «Takeda Pharmaceutical Company»)
- Трелагліптин (схвалений для використання в Японії як «Зафатек»/«Ведіка» у 2015 році)
- Омарігліптин (MK-3102) (схвалений як «Марізев» у Японії в 2015 році[12], розроблений «Merck & Co.»; дослідження показали, що омаригліптин можна використовувати один раз на тиждень, і протягом базових і додаткових досліджень доведено, що препарат загалом добре переноситься[13])
- Евогліптин (схвалений як «Суганон»/«Еводін» для використання в Південній Кореї[14])
- Госогліптин (допущений до застосування в Росії як «Сатерекс»[15])
- Дутогліптин (початкова назва PHX-1149, розробка «Phenomix Corporation», знаходиться у III фазі клінічних досліджень[16])
- Неогліптин[17]
- Ретагліптин (SP-2086), схвалений у Китаї.
- Денагліптин
- Кофрогліптин (HSK-7653, сполука 2)
- Фотагліптин
- Прусогліптин

Інші хімічні речовини, які можуть інгібувати DPP4, включають берберин, алкалоїд, який міститься в рослинах роду Berberis, який пригнічує дипептидилпептидазу-4, що може принаймні частково пояснити його цукрознижувальний ефект.

## Побічні ефекти
У тих, хто вже одночасно приймає похідні сульфонілсечовини, існує підвищений ризик гіпоглікемії під час одночасного прийому гліптинів. Самостійними побічними ефектами препаратів групи є назофарингіт, головний біль, нудота, серцева недостатність, реакції гіперчутливісті та шкірні алергічні реакції.
FDA попереджає, що ліки від цукрового діабету ІІ типу, зокрема ситагліптин, саксагліптин, лінагліптин і алогліптин, можуть спричинити захворювання суглобів, яке може бути значно вираженим, і спричинити в подальшому розвиток інвалідності. FDA додало нове попередження та обрамлене застереження щодо цього ризику до інструкцій усіх ліків цього класу препаратів, які називаються інгібіторами дипептидилпептидази-4 або гліптинами. Однак дослідження, що оцінювали ризик ревматоїдного артриту серед хворих, які приймали гліптини, не дали остаточних результатів.
Огляд 2014 року виявив підвищений ризик серцевої недостатності при застосуванні саксагліптину та алогліптину, що спонукало FDA у 2016 році додати обрамлене застереження до інструкцій препаратів.
Метааналіз 2018 року показав, що використання інгібіторів DPP4 було пов'язане з підвищенням ризику розвитку гострого панкреатиту на 58 % порівняно з плацебо або без лікування.
Попередні висновки дослідження 2018 року показало підвищений ризик розвитку запальних захворювань кишечника (зокрема, виразкового коліту), який досягає піку після 3—4 років застосування, та зменшується після більш ніж 4 років застосування.
Кокранівський систематичний огляд 2020 року не виявив достатньо доказів зниження смертності від усіх причин, серйозних побічних ефектів, смертності від серцево-судинних захворювань, нелетального інфаркту міокарда, нелетального інсульту або термінальної стадії ниркової недостатності при порівнянні монотерапії метформіном із застосуванням метформіну в поєднанні з гліптинами для лікування цукрового діабету ІІ типу.

### Рак
У відповідь на повідомлення про передракові зміни в підшлунковій залозі щурів і донорів органів, які отримували інгібітор DPP4 ситагліптин, FDA США та Європейське агентство з лікарських засобів провели незалежні перевірки всіх клінічних і доклінічних даних, пов'язаних з можливим зв'язком гліптинів з розвитком раку підшлункової залози. У спільному листі до «New England Journal of Medicine» агентства заявили, що вони ще не дійшли остаточного висновку щодо можливого причинно-наслідкового зв'язку. Мета-аналіз 2014 року не виявив доказів підвищення ризику раку підшлункової залози у пацієнтів, які отримували гліптини, але через незначну кількість доступних даних не вдалося повністю виключити можливий ризик.

## Комбіновані препарати
Деякі гліптини отримали схвалення FDA для використання разом із метформіном з додатковим ефектом для підвищення рівня глюкагоноподібного пептиду 1 (GLP1), який також зменшує глюконеогенез у печінці.